# Quartu Sant'Elena
Quartu Sant'Elena (sardsky Cuartu Sant'Alèni nebo Cuattu Sant'Alèni) je italská obec v oblasti Sardinie, druhá největší obec na území metropolitního města Cagliari.

## Vývoj počtu obyvatel
Počet obyvatel